# Meredith Michaels-Beerbaum
Meredith Michaels-Beerbaum (ur. 26 grudnia 1969 w Los Angeles) – niemiecka zawodniczka jeździectwa w skokach przez przeszkody, dwukrotna medalistka mistrzostw świata, trzykrotna mistrzyni Europy.
Urodzona w Stanach Zjednoczonych, do największych swych sukcesów zalicza dwukrotne zdobycie medalu brązowego indywidualnie i zespołowo podczas mistrzostw świata w 2006 roku w Akwizgranie oraz trzykrotnie złoto i raz srebro mistrzostw Europy. Jest trzykrotną zdobywczynią Pucharu Świata w latach: (2005, 2008, 2009).
Zdobywczyni czwartego miejsca w finałowych zawodach w skokach przez przeszkody podczas igrzysk olimpijskich w Pekinie. Brązowa medalistka z Rio de Janeiro w drużynowym konkursie skoków.
Żona zawodnika jeździectwa Marcusa Beerbauma.
Jej konie to: Checkmate i Shutterfly.
Była nr 1 rankingu światowego jeźdźców.